# Hiroshi Fukumura
Hiroshi Fukumura (Japans: 福村博, Fukumura Hiroshi) (Tokio, 21 februari 1949) is een Japanse jazzmusicus. Hij speelt trombone en is arrangeur en componist.

## Biografie
Hiroshi Fukumura werkte tussen 1972 en 1974 met Sadao Watanabe (Broadcast Tracks '69-'72). Daarnaast was hij met Kimiko Kasai/Gil Evans Orchestra (Satin Doll, 1973) actief in de opnamestudio. In datzelfde jaar nam hij met Shigeharu Mukai (trombone), Hiroshi Tamura (piano), Tsutomu Okada (contrabas) en Shinji Mori (drums) zijn debuutalbum Morning Flight op, gevolgd door een livealbum en een fusion-georiënteerde plaat Hunt Up Wind (1978, met Sadao Watanabe). Vanaf 1974 woonde hij in Amerika, waar hij aan New England Conservatory of Music studeerde en met het Jazz Repertory Orchestra opnam. Hij was tevens lid van de band Native Son, waarmee hij in Amerika toerde (album Coast to Coast, 1980)). Terug in Japan werkte hij weer met Sadao Watanabe (1977), vervolgens met Takehiro Honda en Hidefumi Toki.

## Discografie (selectie)
- Morning Flight (Three Blind Mice, 1973)
- Live:First Flight (Trio Records, 1973)
- Hunt Up Wind with Sadao Watanabe (Flying Disk, 1978)
- Nice Day (Insights, 1981)
- Hot Shot (Morning, 1985)